# Biofilm

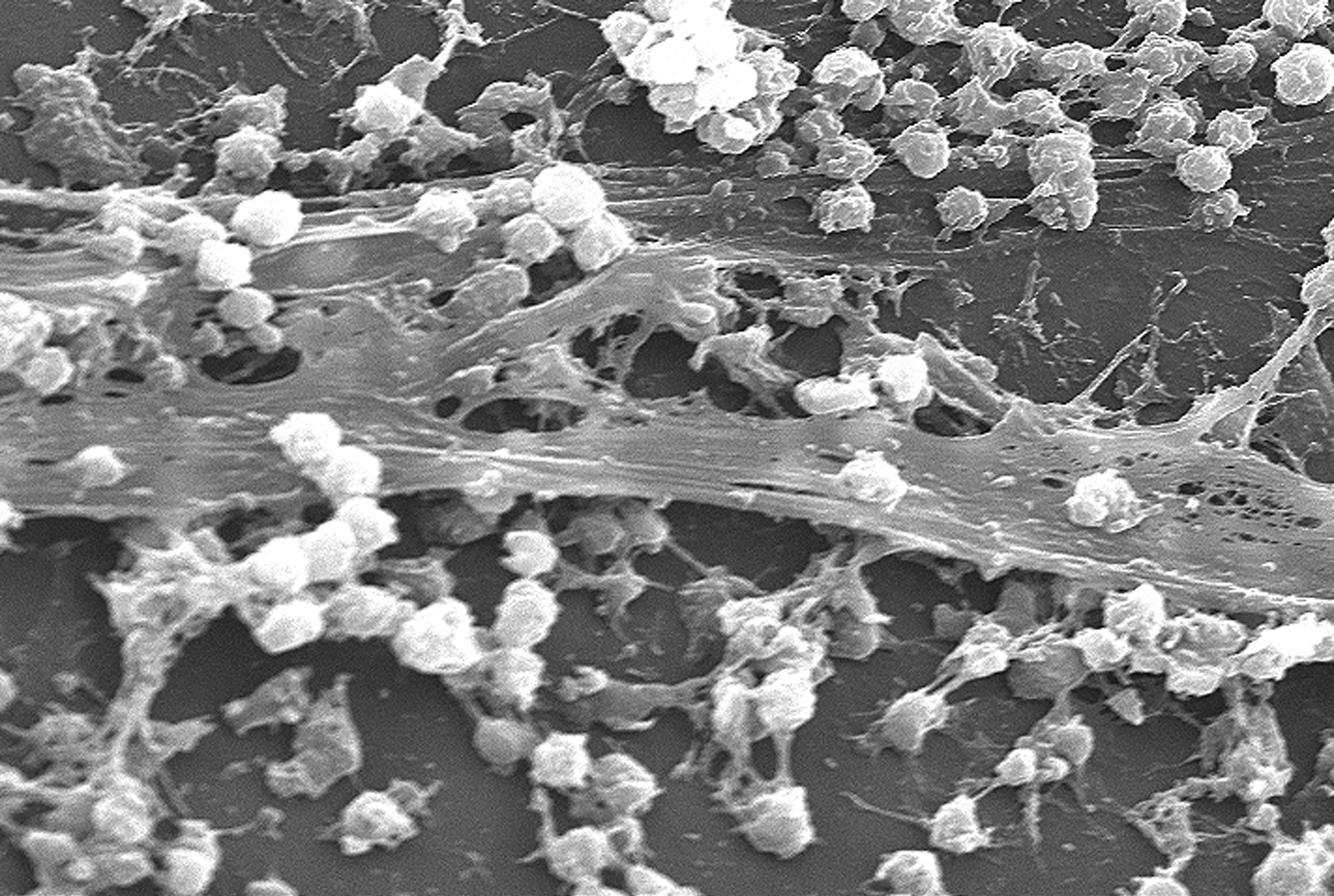
Form av biofilm, här sedd i mikroskop.

En biofilm är ett aggregat eller kluster av mikroorganismer, till exempel bakterier, som gemensamt bildar en skyddande film där bakterierna kan samarbeta metaboliskt. Bakterier som bildar en biofilm signalerar mellan varandra för att signalera produktionen av biofilmen, vilket kallas quorum sensing. Signalmolekylerna stimulerar tillverkning av till exempel proteiner och polysackarider som bakterierna sedan pumpar ut utanför cellmembranet. Proteinerna och polysackariderna bildar sedan en extracellulär matris som hjälper bakterierna att både fästa i varandra och till ytan som filmen vidhäftar vid. Signalmolekylerna stimulerar också tillverkning av pili vilket gör att bakterierna kan fästa ytterligare men också att de kan dela plasmider med hjälp av konjugation. 
Biofilmer bildas ofta på implantat och proteser. Det bildas också vid avloppsinfiltration, där bakterierna i biofilmen bryter ned det organiska materialet.
Smittan kommer oftast från patientens egen hud, från vårdpersonalen eller från kranvatten. Biofilm orsakar kroniska infektioner såsom plack, bakteriell endokardit (hos dem med cystisk fibros) och njursten. De vanligaste bakterierna som bildar biofilm är stafylokocker, streptokocker, enterokocker och pseudomonas. Men ofta så ingår det inte bara en art av bakterier i en biofilm utan många olika.